# Степове (Новомар'ївська сільська громада)
Степове (до 18 лютого 2016 — Що́рса) — село в Україні, у Новомар'ївській сільській громаді Вознесенського району Миколаївської області. Населення становить 125 осіб. Колишній орган місцевого самоврядування — Григорівська сільська рада.
До 2016 року село Степове носило назву Щорса.

## Населення
Згідно з переписом УРСР 1989 року чисельність наявного населення села становила 143 особи, з яких 69 чоловіків та 74 жінки.
За переписом населення України 2001 року в селі мешкало 125 осіб.

### Мова
Розподіл населення за рідною мовою за даними перепису 2001 року:
| Мова       | Відсоток |
| ---------- | -------- |
| українська | 96,80 %  |
| молдовська | 3,20 %   |